# Antigua Libia

Reconstrucción del mundo descrito por Heródoto.

La Libia antigua o antigua Libia (en latín: Libia, en griego antiguo: Λιβύη, Libyē) se refiere a una antigua región al oeste del Nilo que corresponde al noroeste de África, anteriormente llamada «Libia», territorio de los antiguos libios, antepasados de los bereberes modernos.
En el sentido estricto del término, Libia también podría referirse al país inmediatamente al oeste de Egipto, a saber, Marmarica (Baja Libia) y Cirenaica (Alta Libia). El mar de Libia o Mare Libycum era la denominación de la parte del mar Mediterráneo al sur de Creta, entre Cirene y Alejandría.
En el período helenístico, los bereberes eran conocidos como líbicos, un término utilizado en la antigua Grecia para referirse a los habitantes del noroeste de África y el nombre de la tribu bereber de los libu, también conocida por los antiguos egipcios. Su territorio se llamaba «Libia» y se extendía desde la parte occidental de Egipto hasta el Océano Atlántico. El oasis de Siwa que en la actualidad está en Egipto, era parte de la antigua Libia. El siwi, una lengua afroasiática bereber de Egipto, todavía se habla en esta región.

## Nombre
El nombre griego se basa en el etnónimo Libu (en griego antiguo: Λίβυες, Líbues; en latín: Libyes). El nombre Libia (en uso desde 1934, para el país moderno antes conocido como Tripolitania, y Barca) fue la designación latina para la región del noroeste de África, del griego antiguo (en griego ático: Λιβύη, Libúē; en griego dórico: Λιβύᾱ, Libúā). En la Grecia clásica, el término tenía un significado más amplio, que abarcaba el continente que más tarde (siglo II a. C.)  se conoció como África, que en la Antigüedad se suponía que constituiría un tercio de la masa de tierra del mundo, en comparación con Europa y Asia combinadas.

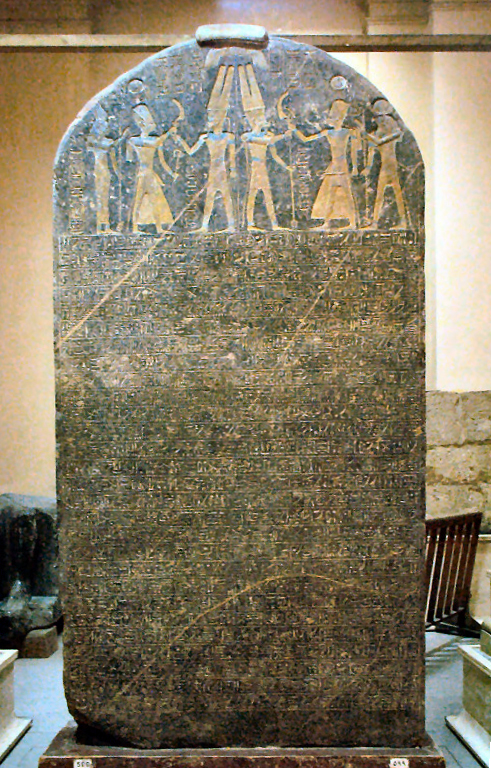
Estela de Merenptah.

Los libus están atestiguados desde el final de la Edad del Bronce habitando en la región (en egipcio antiguo: R'bw, en púnico: 𐤋𐤁𐤉 lby). Las primeras referencias conocidas de los libus se remontan a Ramsés II y de su sucesor Merenptah, faraones de la decimonovena dinastía egipcia. En el siglo XIII a. C., LBW aparece como un nombre étnico en la Estela de Merenptah (1208 a. C.).
Homero nombra a Libia en la Odisea (IV, 85; XIV, 295). Dice que Menelao había ido allí a su regreso de Troya; «era una tierra de maravillosa riqueza, donde los corderos tenían cuernos desde su nacimiento, donde las ovejas parían tres veces al año, y ningún pastor carecía de leche, carne o queso». Por otra parte, nombra a los lotófagos («comedores de loto»). Hay que reseñar que Homero no relaciona a los lotófagos en ningún momento con Libia, pero autores posteriores a él sí situaban a los lotófagos en ese lugar. Después de Homero, Esquilo, Píndaro, Polibio y otros escritores griegos antiguos usaron el nombre. Heródoto (1, 46) utiliza el término Λιβύη (Libúē) para referirse al continente africano; los libios propiamente dichos eran norteafricanos de piel clara, mientras que los del sur de Egipto —y los de la isla de Elefantina en el Nilo— eran conocidos como etíopes; también era la comprensión de los geógrafos griegos tardíos como Diodoro Sículo, Estrabón y Plinio el Viejo.
Cuando los griegos se asentaron en la auténtica Libia en la década de 630 a. C., el nombre antiguo tomado de los egipcios fue aplicado por los griegos de Cirenaica, que probablemente coexistieron con los libus. Más tarde, el nombre apareció en el idioma hebreo, escrito en la Biblia como Lehabim y Lubim, que indica la población étnica y el territorio geográfico. En las inscripciones neopúnicas, se escribió Lby para el nombre masculino, y Lbt para el nombre femenino libio.
El latín absorbió el nombre en idiomas griego y púnico. Los romanos los habrían conocido antes de su colonización del norte de África, debido al papel de los númidas en las guerras púnicas, adversarios o aliados de los romanos. Los romanos usaron el nombre Líbues, pero solo para referirse a Barca, y al desierto líbico de Egipto. Los otros territorios libios fueron denominados Afri.
La literatura árabe clásica la llamaba Libia, Lubya, que indica un territorio especulativo en el oeste de Egipto. El árabe moderno usa el vocablo «Libia». Los laguatan o lwatae, la tribu de Ibn Battuta, como lo llamaban los árabes, era una tribu bereber asentada principalmente en Cirenaica. Sin embargo, esta tribu pudo haberse movido desde el océano Atlántico hasta la Libia actual, y fue llamada laguatan por Flavio Cresconio Coripo, quien la vinculó a los moros. Ibn Jaldún, en su obra la Muqaddima, afirma que Luwa fue un antepasado de esta tribu. Escribe que los bereberes agregan una "a" y una "t" en el nombre para las formas plurales. Posteriormente, se convirtió en Lwat.
Por el contrario, los árabes adoptaron el nombre como una forma singular, agregando una "h" para el plural en árabe. Ibn Jaldún no está de acuerdo con Ibn Hazm, quien afirmó, principalmente sobre la base de las fuentes bereberes, que los lwatah, además de los sadrata y los mzata, eran qibts (egipcios). Según Ibn Jaldún , esta afirmación es incorrecta porque Ibn Hazm no leyó los libros de los eruditos bereberes.
El historiador Oric Bates, considera que el nombre libu o LBW derivaría del nombre Luwatan, mientras que el nombre Liwata sería una derivación del nombre Libu.

## Geografía
Los límites exactos de la Libia antigua son desconocidos. Se extendió al oeste del antiguo Egipto y fue conocido como Tjehenu por los antiguos egipcios. Libia era un territorio ignoto para los egipcios: era la tierra de los espíritus.
Para los antiguos griegos, el topónimo Libia aludía a uno de los tres continentes conocidos junto a Asia y Europa. En este sentido, Libia era el conjunto del continente africano. y no la parte de África comprendida al oeste del valle del Nilo y que se extendía al sur de Egipto. Heródoto describe a los habitantes de Libia como dos pueblos: libios en el norte de África y etíopes en el sur. Según Heródoto, Libia comenzaba donde el antiguo Egipto terminaba, y se extendía hasta el cabo Solunte —que suele identificarse con el cabo Espartel, al sur de Tánger, en la costa atlántica de Marruecos, o bien con el cabo Bedouza, situado más al sur.

## Pueblos líbicos

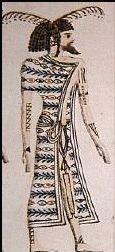
Un libio pintado en la tumba de Seti I.

Antes de ser conocidos como «bereberes» o «amazighs», a estos pueblos se le conocía por diversos nombres durante diferentes épocas.
Los pueblos líbicos se han sido asociados con los Pueblos del Mar, una amenaza constante para el Egipto faraónico desde un período temprano. Los libu, una tribu libia, participó en el ataque al delta del Nilo en 1229 a. C. Las pinturas egipcias los representan con piel blanca, y muchos autores en la antigua Grecia los describieron con esa pigmentación dérmica, al mismo tiempo que mencionan la existencia de libios con ojos azules  y cabello rubio.
La primera mención escrita sobre los antiguos bereberes se remonta al periodo predinástico de Egipto (Naqada III), y proviene de la Paleta de Tehenu, que se halló en Abidos, Egipto, cuyos jeroglíficos fueron dibujados en la tumba de Horus Escorpión II. En esta Paleta se menciona el primer nombre libio conocido por los egipcios, el de la tribu libia de los tehenu. Esta paleta o placa votiva se conserva en el Museo Egipcio de El Cairo.
La segunda fuente se conoce como la Paleta de Narmer. Esta paleta es más reciente que la primera, y en ella se ven a los prisioneros tehenu.
A otra tribu conocida como tjemehu se la menciona por primera vez durante el reinado del primer rey de la sexta dinastía de Egipto. Según Oric Bates, el color rubio era común entre los miembros de esta tribu.

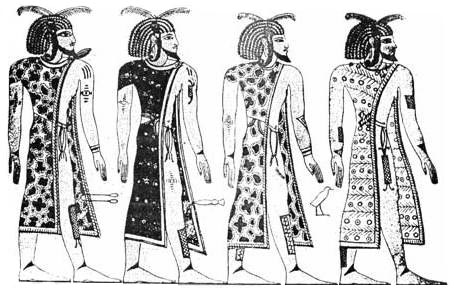
Líbicos representados por los egipcios.

La tribu de los libu se alió con los Pueblos del Mar a partir del siglos XI a. C. Sin embargo, se los consideraba autóctonos.
Los Pueblos del Mar y los libios atacaron Egipto pero fueron frenados. La migración de las tribus libias continuó hacia el delta del Nilo, donde muchos de ellos se enrolaron en el ejército hasta que un líder libio de la tribu mashauash, Sheshonq I (945-924 a. C.), se convirtió en faraón y fundó la dinastía XXII de Egipto. Su tío, Osorkon I (924 a 890/889 a. C.) también fue faraón antes que él durante la dinastía XXII. La dinastía XXIII también fue de origen libio.
Los hebreos y los egipcios empleaban el término libios (líbicos) para referirse a los pueblos costeros que habitaban las regiones situadas entre Egipto y Siria. A su vez, los antiguos griegos denominaban con este nombre a los habitantes del interior de Cirenaica. Asimismo los griegos denominaban libios a todos los bereberes (denominación más amplia que la aplicada en la Libia moderna).

## Origen

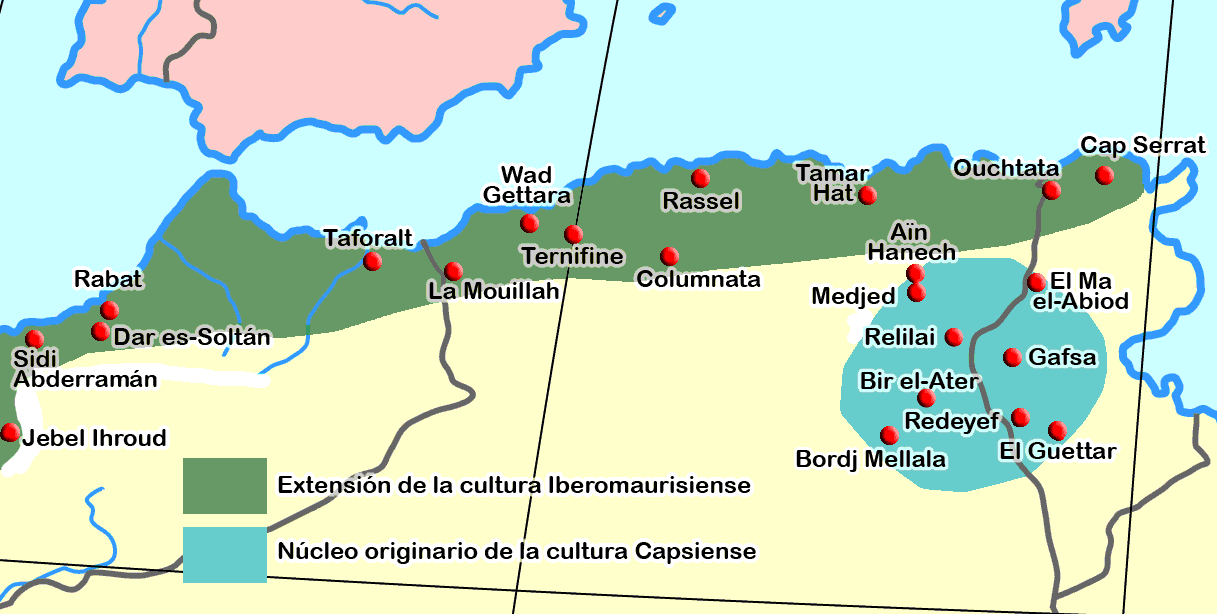
Mapa de las áreas de extensión de las culturas norteafricanas en el Neolítico.

En Tafoughalt, en el Rif, se encontraron sepulturas de 12 000 años de antigüedad con numerosos huesos de hombres de la cultura Ibero-Mauritana (20 000 - 10 000 a. C.), que precedieron a la cultura capsiense (10 000 a. C. - 6. 000 a. C.). Las «fronteras» de Libia en el período prehistórico se extendían desde el océano Atlántico y Egipto, hasta el Níger, sin que estos datos sean significativos (durante mucho tiempo solo se identificó con los territorios situados al oeste de Egipto en las «Puertas del Mar», tal y como se las denominaba). En la Antigüedad, Libia se extendía desde el Atlántico (actual Marruecos) hasta Sudán, y hasta las puertas de la ciudad egipcia Tebas. Los contrafuertes rocosos llamados «cadena líbica» constituyen una frontera natural entre los dos países.
Heródoto de Halicarnaso menciona a los diferentes grupos líbicos: Atlantes (del monte Atlas), atarantes, garamantes, amonios, gizantes, záveces, maclíes, gindanes, psilos, nasamones, auseos, ausquisas, asbistas, giligamas, y adirmáquidas (todos eran pueblos de la costa).
Heródoto menciona que Libia estaba habitada por cuatro pueblos diferentes, dos de los cuales eran de origen indígena: los libios y los etíopes, y dos de origen extranjero: los griegos y los fenicios. Pero de estos pueblos, Heródoto no tuvo el mérito de señalar que el pueblo libio, que se había asentado en época prehistórica, aún habitaba en toda África Occidental.

## Antigüedad

### Influencias fenicia y púnica
Los libiofenicios son mencionados por vez primera por Hecateo de Mileto, citado por Esteban de Bizancio. También aparecen en un texto muy controvertido, el Periplo de Hanón. Polibio los considera vasallos de los cartagineses, y que tienen las mismas leyes que ellos. Para Diodoro Sículo, serían los habitantes de las ciudades marítimas quienes poseían el conubium (derecho al matrimonio) con los cartagineses y debieron su nombre a esta mezcla de grupos étnicos. Tito Livio los considera una mezcla de púnicos y africanos. Estrabón sitúa su origen entre el litoral cartaginés y las montañas de Getulia. Plinio el Viejo denomina «libifenices» a los habitantes de la región de Bizacio (la romana Bizacena). De hecho, estos «libuphoinikès» (hablantes de idioma libio) se limitaban al sur de Cartago. Su influencia cultural era importante ya que eran los intermediarios culturales entre la civilización fenicia y Libia.
Los fenicios y después los púnicos de Cartago penetraron muy lejos en el área occidental de África, incluso hasta la isla de Mogador y probablemente hasta el estuario del río Sus, y dejaron huellas de su paso en restos arqueológicos y toponimia, entre otros aspectos. Sin embargo, los únicos yacimientos que atestiguan con total seguridad asentamientos coloniales permanentes fenicio-púnicos en la costa de Marruecos son los de Lixus y Banasa. Hay otros yacimientos que también han proporcionado materiales de esa época, pero carecen de monumentos coloniales.

### Influencias mediterránea y egea
Entre el tercer y segundo milenio a. C., hubo relaciones entre los habitantes de la costa del país bereber y los pueblos que ocuparon las costas e islas del mar Egeo (civilización cicládica, civilización minoica, etc.); huellas de ello se encuentran en las artesanías en Libia, Cerdeña, Sicilia, Malta y las Islas Baleares. Estos objetos dan testimonio del comercio marítimo entre las dos orillas del Mediterráneo y de intercambio de técnicas artesanales.
El litoral libio fue frecuentado episódicamente por las poblaciones del mar Egeo. La Cirenaica se convirtió en tierra griega en el siglo VII a. C. En Heródoto, hay datos sobre la fundación de la colonia de Cirene: Doscientos jóvenes de Tera (actual Santorini), impulsados por el hambre, emprenden un viaje a Libia siguiendo los consejos del Oráculo de Delfos, conducidos por Aristóteles de Tera (posteriormente cambió su nombre por el de Bato) sobre el 632 a. C. El paraje al que llegaron, aislado, sin agua, no permitía una instalación duradera, volvieron a quejarse, pero su líder Bato debía soportar los sarcasmos del dios Apolo. Decepcionados, regresaron a Libia para establecerse en un lugar más hospitalario, donde permanecieron durante varios años. La tribu vecina de los giligamas, al ver su prosperidad, les indicaron un lugar aún más favorable, cuyas tierras eran ricas y las lluvias tan abundantes que «el cielo estava agujereado». Por lo tanto, cerca de la fuente con el nombre libio «Kura», que significa el «lugar de los asfódelos», fue donde Cirene se fundó alrededor del 630 a. C. La fundación de la ciudad la relata en detalle Heródoto en su libro IV de Historia. A veinticinco kilómetros de la ciudad, una ensenada natural (la futura Apolonia de Cirene), equipada con planos inclinados para la invernada de los barcos, conectará la naciente ciudad con el resto del Mediterráneo.
Pronto, la fertilidad de sus tierras y las relaciones constantes con Grecia (Tera, Rodas, Peloponeso) promoverán la expansión de Cirene. La aristocracia local aportaba su producción agrícola e importaba artículos de lujo, cerámica fina y mármol. Las relaciones fueron también culturales, religiosas e incluso deportivas; deportivamente los cireneos se distinguieron en los Juegos Olímpicos obteniendo muchas victorias. Una especie de planta silvestre, silfio, fue determinante en el origen de la prosperidad de Cirene. Esta planta con propiedades medicinales extraordinarias era también un condimento gastronómico. Se exportaba a todo el Mediterráneo a un precio elevado. Su comercio era un privilegio de la dinastía de los batíadas, y figuraba como emblema en las monedas de la ciudad.
Se fundaron nuevas ciudades griegas en Cirenaica cada vez más alejadas de Cirene y que atestiguan el progreso operado en la meseta libia: Tauquira (la Arsínoe helenística, la ciudad moderna de Tocra), Barca, abandonada posteriormente en beneficio de su puerto Ptolemaida; y la última fundación, Evespérides, (la helenística Berenice, la ciudad moderna de Bengasi). Esta expansión territorial cambiará la actitud amistosa de las tribus. Progresivamente, las poblaciones costeras se tuvieron que desplazar hacia el interior, a zonas menos fértiles. Debido al desplazamiento forzoso los líderes tribales solicitaron en el año 570 a. C. la ayuda del faraón Apries (589-570 a. C.). Al cabo del tiempo hubo una relativa estabilidad: una gran parte de la alta meseta libia estuvo en manos de tribus libias fieles al antiguo sistema agrícola-ganadero. Este cierto equilibrio reposaba en dos circunstancias: los libios proporcionaban a los cireneos los productos de la cría caballar y la ganadería bovina, además de silfio. A cambio, los cireneos les vendían los productos fabricados que aquellos necesitaban.
El rey aqueménida, Cambises II, en el año 525 a. C. llevó a cabo una campaña militar contra Egipto durante el reinado de Psamético III y sometió el país. El ejército del soberano persa también ocupó Barca y Cirene.
En el año 322 a C., Ptolomeo I, uno de los diádocos de Alejandro Magno, gobernaba en Egipto. Envió a Ofelas al frente de un ejército para hacerse con el control de Cirenaica, que se hallaba inmersa en una guerra civil. El militar macedonio lo logró con éxito. Después de derrotar totalmente al mercenario espartano Tibrón y al partido que lo apoyaba, ayudó a establecer el control ptolemaico sobre Cirene y sus territorios. El carácter del nuevo régimen pro-ptolemaico de Cirene aparece en un documento constitucional de la ciudad, conservado en piedra, cuya fecha precisa es controvertida. Ofelas desempeñó el cargo de gobernador de Cirenaica hasta el 300 a C.